# Velika loža Avstrije
Velika loža Avstrije je prostozidarska velika loža v Avstriji, ki je bila ustanovljena leta 1905.
Združuje 53 lož, ki imajo skupaj 2.360 članov.